# L'heroi de Berlín
L'heroi de Berlín (títol original en anglès: Race) és una pel·lícula biogràfica dramàtica esportiva sobre l'atleta estatunidenc Jesse Owens que va guanyar quatre medalles d'or en els Jocs Olímpics de Berlín 1936. Està dirigida per Stephen Hopkins i protagonitzada per Stephan James, Jason Sudeikis, Eli Goree, Shanice Banton, Carice van Houten, Jeremy Irons i William Hurt. La pel·lícula es va doblar al català.

## Repartiment
- Stephan James: Jesse Owens
- Jason Sudeikis: Larry Snyder
- Eli Goree: Dave Albritton
- Shanice Banton: Ruth Solomon-Owens
- Carice van Houten: Leni Riefenstahl
- Jeremy Irons: Avery Brundage
- William Hurt: Jeremiah Mahoney
- David Kross: Carl 'Luz' Long
- Jonathan Higgins: Dean Cromwell
- Tony Curran: Lawson Robertson
- Amanda Crew: Peggy
- Barnaby Metschurat: Joseph Goebbels
- Chantel Riley: Quincella
- Vlasta Vrana: St. John
- Shamier Anderson: Eulace Peacock

## Recepció
A Rotten Tomatoes la pel·lícula va tenir una aprovació del 61%, basada en 131 crítiques, amb una puntuació mitjana de 7,8/10. A Metacritic la pel·lícula va tenir una puntuació de 56 sobre 100, basada en 35 crítiques.